# La signora del West - Ritorno a Boston
La signora del west - Ritorno a Boston (Dr. Quinn, Medicine Woman: The Heart Within) è un film per la televisione statunitense del 2001, tratto dalla popolare serie televisiva La signora del west. Il film è andato in onda su CBS il 12 maggio 2001, mentre in Italia è stato trasmesso il 22 giugno 2004.

## Trama
Il dr. Mike, Sully e i figli si recano a Boston per festeggiare la laurea di Coleen, finalmente diventata dottoressa. Tuttavia una volta a destinazione, mentre Michaela dovrà vedersela con la malattia che sta portando via sua madre, Coleen dovrà invece affrontare i pregiudizi maschilisti nel mondo della medicina, con cui già aveva dovuto lottare sua madre in passato.